# جورج كوربن واشنطن
جورج كوربن واشنطن هو سياسي أمريكي، ولد في 20 أغسطس 1789 في مقاطعة ويستمورلاند في الولايات المتحدة، وتوفي في 17 يوليو 1854 في واشنطن العاصمة في الولايات المتحدة. نشط حزبياً في الحزب الوطني الجمهوري ‏. وقد انتخب عضو مجلس النواب لولاية ماريلند ‏ وانتخب عضو مجلس النواب الأمريكي ‏.